# Phoma subglomerata
Phoma subglomerata är en lavart som beskrevs av Boerema, Gruyter & Noordel. 1993. Phoma subglomerata ingår i släktet Phoma, ordningen Pleosporales, klassen Dothideomycetes, divisionen sporsäcksvampar och riket svampar.   Inga underarter finns listade i Catalogue of Life.